# 지방도 제329호선
지방도 제329호선은 충청북도 음성군 금왕읍 금왕사거리와 경기도 이천시 대포동 대포삼거리를 잇는 경기도의 지방도이다.
2010년에 지방도 제583호선 구간을 통합하였다.

## 연혁
- 2005년 3월 28일 : 기존 지방도 제329호선인 '삼죽 ~ 도척선'을 폐지[2]
- 2005년 3월 28일 : 지방도 제329호선을 새로 지정[3]
- 2010년 9월 : 지방도 제583호선 구간을 편입[4]
- 2011년 9월 9일 : 금왕 ~ 내송간 도로 확포장공사에 의해 음성군 금왕읍 내송리 1.76km 구간 도로구역 변경[5]
- 2017년 1월 20일 : 2017년 1월 31일까지 주택단지 조성으로 인해 음성군 금왕읍 내송리 1.76km 구간 도로구역 변경[6]

## 주요 경유지

### 구지방도 제583호선노선
- 음성군
  - 금왕읍 금왕사거리 - 금왕삼거리 - 내송 교차로 - 쌍봉리 - 내곡삼거리 - 내곡리 - 사창리
  - 삼성면 김정삼거리 - 김정사거리 - 삼성사거리 - 삼성 나들목 - 덕정삼거리 - 양덕저수지 - 대사리 - 화봉육교

### 본래 노선
- 안성시
  - 일죽면 화봉육교 - 화봉리 - 화봉사거리 - 천둔사거리 - 일죽면 행정복지센터 - 청미교 - 신흥2암거 - 능국삼거리 - 능국리

- 이천시
  - 설성면 국립이천호국원 - 수산사거리 - 수산삼거리
  - 모가면 송곡리 - 송곡초등학교 - 서경리 - 진가리 - 진가초등학교 - 원두리 - 소고리
  - 대포삼거리

## 중복 구간
- 음성군 금왕읍 내곡리 내곡삼거리 ~ 삼성면 덕정리 삼성사거리 : 지방도 제333호선과 중복
- 안성시 일죽면 화봉사거리 ~ 천둔사거리 : 지방도 제318호선과 중복
- 안성시 일죽면 신흥2암거 ~ 능국삼거리 : 국도 제38호선과 중복
- 이천시 설성면 수산삼거리 ~ 모가면 진가리 : 지방도 제333호선과 중복

## 도로명

### 충청북도
- 음성군 금왕읍 금왕사거리 ~ 금왕삼거리 : 무극로
- 음성군 금왕읍 금왕삼거리 ~ 삼성면 화봉육교 : 금일로

### 경기도
- 안성시 일죽면 화봉육교 ~ 신흥2암거 : 금일로
- 안성시 일죽면 신흥2암거 ~ 능국삼거리 : 서동대로
- 안성시 일죽면 능국삼거리 ~ 이천시 설성면 수산삼거리 : 노성로
- 이천시 설성면 수산삼거리 ~ 모가면 진가리 : 대월로
- 이천시 모가면 진가리 ~ 진가초등학교 : 대월로83번길
- 이천시 모가면 진가초등학교 ~ 대포삼거리 : 진상미로